# Visso
Visso es una localidad y comune  situada en Italia, perteneciente a la provincia de Macerata, en la región de las Marcas, con 1238 habitantes. En su término está la sede del parque nacional de los Montes Sibilinos.

## Evolución demográfica
| Gráfica de evolución demográfica de Visso entre 1861 y 2001 |
|                                                             |
| Fuente ISTAT - elaboración gráfica de Wikipedia             |